# Mistrzostwa Świata Juniorów w Łyżwiarstwie Szybkim 2016
45. Mistrzostwa świata juniorów w łyżwiarstwie szybkim 2016 – zawody sportowe, które odbyły się w dniach 11–13 marca w Changchun. Były to drugie w historii mistrzostwa świata, które zostały rozegrane w Chinach. Wcześniej, w 2008 roku, łyżwiarzy również gościło Changchun. Zawody odbyły się na torze Jilin Provincial Speed Skating Rink. Polska zdobyła 1 medal. Był to brąz wywalczony przez panie w sprincie drużynowym.

## Tabela medalowa
| Lp. | Kraj             | Złoto | Srebro | Brąz | Razem |
| 1   | Rosja            | 7     | 1      | 1    | 9     |
| 2   | Korea Południowa | 3     | 6      | 1    | 10    |
| 3   | Kanada           | 3     | 4      | 3    | 10    |
| 4   | Holandia         | 1     | 2      | 4    | 7     |
| 5   | Japonia          | 1     | 1      | 1    | 3     |
| 6   | Białoruś         | 1     | 0      | 1    | 2     |
| 7   | Chiny            | 0     | 2      | 3    | 5     |
| 8   | Estonia          | 0     | 0      | 1    | 1     |
| 8   | Polska           | 0     | 0      | 1    | 1     |

## Medale
| Konkurencja      | Złoto                                                              | Srebro                                                         | Brąz                                                               |
| Mężczyźni        |                                                                    |                                                                |                                                                    |
| 500 metrów       | Ihnat Haławaciuk                                                   | Christopher Fiola                                              | Yang Tao                                                           |
| 1000 metrów      | Benjamin Donnelly                                                  | Kim Min-seok                                                   | Marten Liiv                                                        |
| 1500 metrów      | Kim Min-seok                                                       | Benjamin Donnelly                                              | Marcel Bosker                                                      |
| 5000 metrów      | Benjamin Donnelly                                                  | Kim Min-seok                                                   | Chris Huizinga                                                     |
| Start masowy     | Kim Min-seok                                                       | Christopher Fiola                                              | Benjamin Donnelly                                                  |
| Wielobój         | Benjamin Donnelly                                                  | Kim Min-seok                                                   | Marcel Bosker                                                      |
| Sprint drużynowy | Rosja Aleksandr Tkacz · Wiktor Musztakow · Michaił Kazielin        | Chiny Gao Tingyu · Yang Tao · Alemasi Kahanbai                 | Białoruś Stanisłau Ihnacenko · Jauhienij Bołhow · Ihnat Haławaciuk |
| Sztafeta         | Korea Południowa Kim Min-seok · Oh Hyun-min · Park Ki-woong        | Kanada Benjamin Donnelly · Christopher Fiola · Tyson Langelaar | Chiny Kahanbai Alemasi · Wu Yu · Zhang Chuan                       |
| Kobiety          |                                                                    |                                                                |                                                                    |
| 500 metrów       | Darja Kaczanowa                                                    | Kim Min-jo                                                     | Jelizawieta Kazielina                                              |
| 1000 metrów      | Jelizawieta Kazielina                                              | Darja Kaczanowa                                                | Mei Han                                                            |
| 1500 metrów      | Jelizawieta Kazielina                                              | Esther Kiel                                                    | Béatrice Lamarche                                                  |
| 3000 metrów      | Jelizawieta Kazielina                                              | Park Ji-woo                                                    | Esther Kiel                                                        |
| Start masowy     | Ayano Satō                                                         | Esther Kiel                                                    | Béatrice Lamarche                                                  |
| Wielobój         | Jelizawieta Kazielina                                              | Mei Han                                                        | Park Ji-woo                                                        |
| Sprint drużynowy | Rosja Władlena Rogatkina · Darja Kaczanowa · Jelizawieta Kazielina | Japonia Miku Asano · Rio Yamada · Ayano Satō                   | Polska Andżelika Wójcik · Kaja Ziomek · Karolina Bosiek            |
| Sztafeta         | Holandia Loes Adegeest · Esther Kiel · Femke Markus                | Korea Południowa Park Cho-won · Park Ji-woo · Um Chae-lin      | Japonia Moe Kitahara · Ayano Satō · Rio Yamada                     |